# Malleco
Malleco is een provincie van Chili in de regio Araucanía. De provincie telde 205.124 inwoners in 2017 en heeft een oppervlakte van 13.433 km². Hoofdstad is Angol.

## Gemeenten
Malleco is verdeeld in elf gemeenten:
- Angol
- Collipulli
- Curacautín
- Ercilla
- Lonquimay
- Los Sauces
- Lumaco
- Purén
- Renaico
- Traiguén
- Victoria